# Gestapo-NKWD-Konferenzen

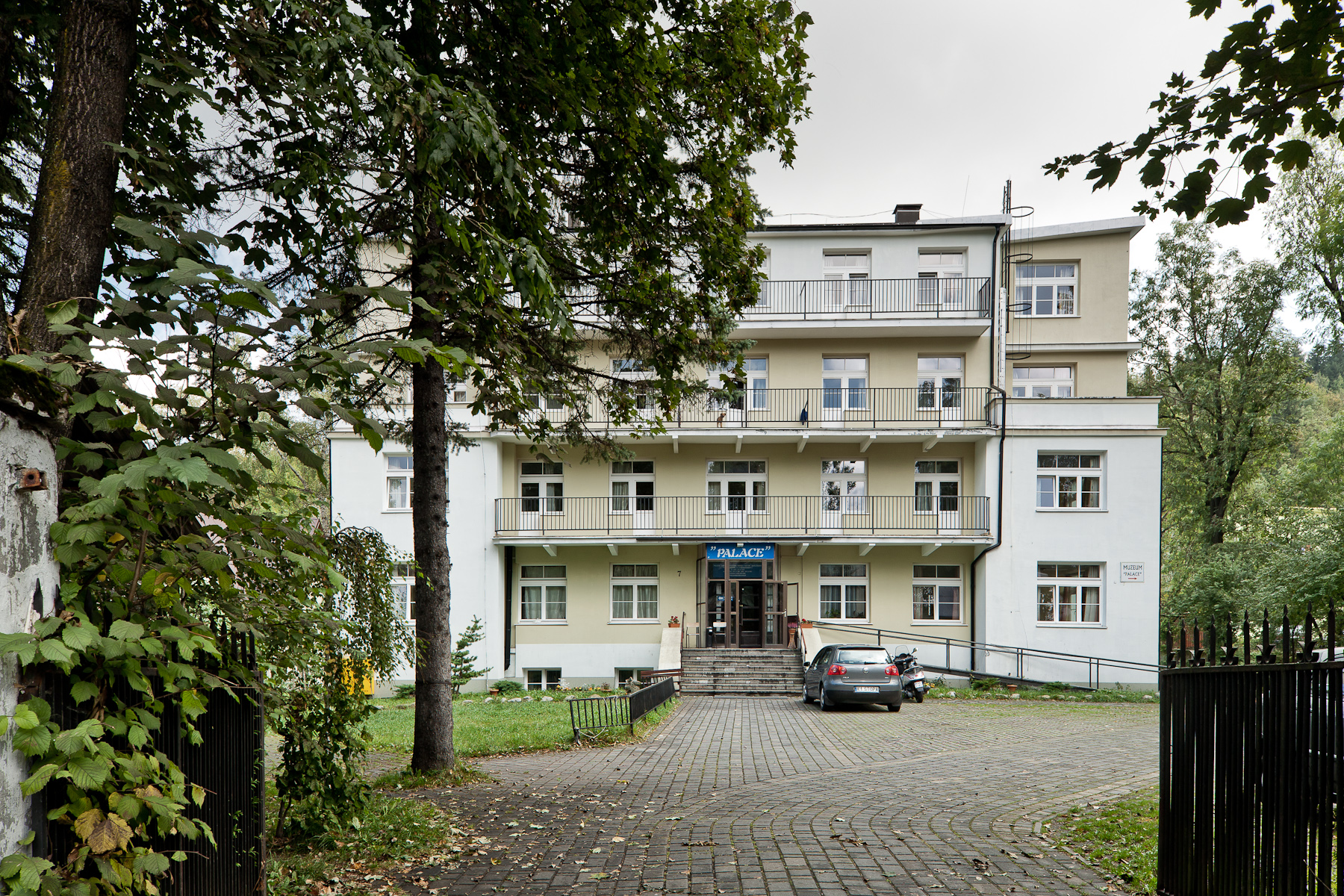
Ort der 3. Gestapo-NKWD-Konferenz

Die Gestapo-NKWD-Konferenzen waren eine Reihe von sicherheitspolizeilichen Treffen, die zwischen Ende 1939 und Anfang 1940 zwischen der Gestapo und dem NKWD im Rahmen des Molotow-Ribbentrop-Pakts abgehalten wurden.

## Bedeutung
Die Konferenzen ermöglichten es nach dem deutschen Überfall auf Polen und der sowjetischen Besetzung Ostpolens beiden Seiten, die von Hitler und Stalin unabhängig voneinander formulierten Ziele in Bezug auf die besetzten, ehemals polnischen Gebiete zu verfolgen. Die Konferenzen wurden von Angehörigen der Gestapo und des NKWD in verschiedenen polnischen Städten abgehalten. Trotz ihrer Differenzen in anderen Fragen verfolgten sowohl Heinrich Himmler als auch Lawrenti Beria ähnliche Ziele, was die Zerschlagung der Zweiten Polnischen Republik betraf. Diese gemeinsamen Ziele wurden mit der Unterzeichnung des deutsch-sowjetischen Grenz- und Freundschaftsvertrags am 28. September 1939 festgehalten.

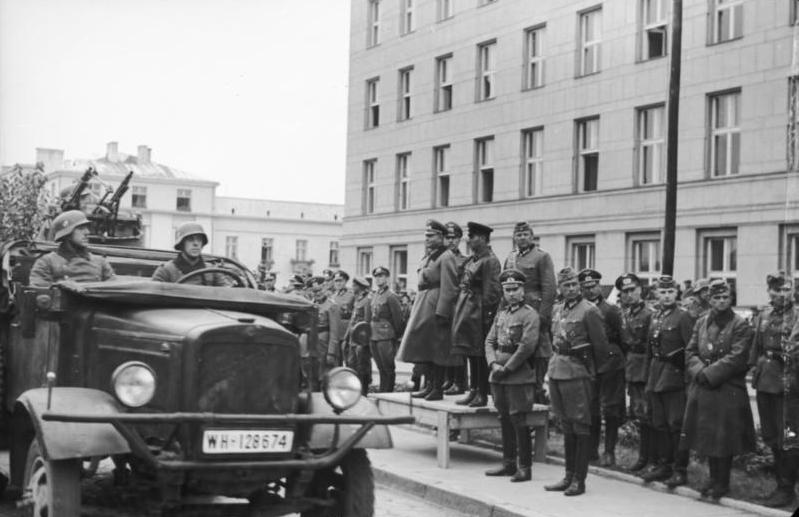
Siegesparade deutsch-sowjetischer Einheiten in Brest-Litowsk

Mit der am 22. September 1939 stattfindenden deutsch-sowjetischen Militärparade in Brest-Litowsk galt der Krieg gegen Polen faktisch als beendet. Fünf Tage später fand dort auch das erste deutsch-sowjetische Treffen statt, bei dem ein Austausch gefangener polnischer Soldaten beschlossen wurde.
Im darauf folgenden Monat trafen sich Angehörige der Gestapo und des NKWD erneut in Lwów, um über das Schicksal der Zivilbevölkerung zu beraten. Ende November trafen sich die Vertreter in Przemyśl, welches nun als Grenzübergang zwischen dem Deutschen Reich und der Sowjetunion fungierte.

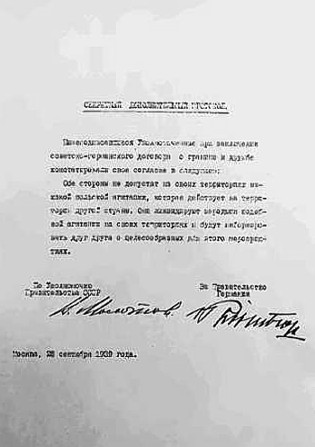
Deutsch-sowjetischer Grenz- und Freundschaftsvertrag, unterzeichnet von Molotow und von Ribbentrop

Die nächsten Konferenzen fanden am 6. und 7. Dezember 1939 im besetzten Krakau im Generalgouvernement statt und wurden am 8. und 9. Dezember 1939 zwei Tage lang im Kurort Zakopane (etwa 100 km von Krakau entfernt) fortgesetzt. Dieses Treffen gilt als das bekannteste, nicht zuletzt, weil auch hohe Offiziere des NKWDs an dem Treffen teilnahmen und dort die beiden Besatzer angeblich die „Endlösung der polnischen Frage“ berieten, das heißt die gemeinschaftliche Liquidierung der polnischen Führungsschicht.
Die tatsächliche Zusammenarbeit zwischen NKWD und Gestapo im Rahmen dieser Konferenzen, etwa bei der Planung und Umsetzung der AB-Aktion und des Massakers in Katyn ist Gegenstand der historischen Forschung. Claudia Weber vertritt die Ansicht, dass in Zakopane, das im Zweiten Weltkrieg eine „zentrale Drehscheibe geheimdienstlicher Aktionen der SS und der Sipo“ gewesen sei, mehrere Gestapo-NKVD-Konferenzen stattgefunden hätten, dass jedoch über den tatsächlichen Inhalt der Gespräche nur spekuliert werden könne. Dazu zählt auch die Ausweisung bzw. Auslieferung Deutscher, vor allem deutscher Kommunisten aus der Sowjetunion an das Deutsche Reich. Das Misstrauen auf beiden Seiten sei zu groß gewesen, als dass der jeweilige andere Vertragspartner in die Pläne der Gegnerbekämpfung sowie die Massenmordaktionen eingeweiht worden wäre.

### Liste der Treffen
Es wurden insgesamt folgende Treffen abgehalten:
- am 27. September 1939 in Brest-Litowsk[1]
- im Oktober 1939 in Lwów[3]
- im November 1939 in Przemyśl[1]
- am 6. bis 7. Dezember 1939 in Kraków[2]
- vom 8. bis 9. Dezember 1939 in Zakopane[2]
- am 20. Februar 1940 in Zakopane[1]
- im März 1940 in Kraków[9]